# Mart van Werkhoven
Mart van Werkhoven (* 11. Dezember 1991 in Voorhout) ist ein niederländischer Volleyballspieler.

## Karriere
Van Werkhoven begann seine Karriere 2009 bei Visade Voorburg. In der folgenden Saison spielte er bei US Amsterdam in der zweiten niederländischen Liga. Von 2011 bis 2013 war der Mittelblocker beim Erstligisten Abiant Lycurgus Groningen aktiv. Danach spielte er zwei Jahre in Frankreich, zunächst bei Tourcoing Lille Metropole und anschließend bei LISSP Calais. 2015 nahm er mit der niederländischen Nationalmannschaft an der Weltliga teil. Im selben Jahr wurde er vom portugiesischen Verein Sporting Lissabon verpflichtet, mit dem er 2016 den nationalen Pokal gewann. 2017/18 spielte er in Solingen beim deutschen Bundesligisten Bergische Volleys. Nach einer Saison bei VK Lvi Prag wechselte van Werkhoven zurück in die deutsche Bundesliga zu den WWK Volleys Herrsching.
Van Werkhouven spielte auch einige Nachwuchsturniere im Beachvolleyball. 2021 gewann er mit Dirk Boehlé ein FIVB-1-Stern-Turnier in Sofia. Ein weiterer Partner von ihm bei internationalen Turnieren war Matthew Immers. 2022 wurde van Werkhouven zusammen mit Steven van de Velde niederländischer Meister im Beachvolleyball.